# Benjamin Kanes
Benjamin Kanes (Haverford, 25 marzo 1977) è un attore statunitense.

## Filmografia parziale
- Broken City, regia di Allen Hughes (2013)
- The Penny Dreadful Picture Show, regia di Nick Everhart, Leigh Scott e Eliza Swenson (2013)
- Birdman, regia di Alejandro González Iñárritu (2014)[1]
- The Visit, regia di M. Night Shyamalan (2015)